# Drag Race España: All Stars
Drag Race España: All Stars es un programa de telerrealidad y competencia español producido por Atresmedia. Es un derivado de Drag Race España y RuPaul's Drag Race: All Stars donde concursantes de ediciones pasadas vuelven para competir de nuevo por la corona de "superestrella drag". El programa es presentado por Supremme de Luxe.

## Formato

### Mini desafíos
El mini desafío consiste en una prueba que en cada episodio varía e involucra diversos ámbitos. La ganadora de un mini desafío a veces es recompensado con algún tipo de ventaja en el desafío principal.

### Desafíos principales
Los requisitos del desafío principal varían según cada episodio, y pueden ser desafíos individuales o grupales. El ganador del desafío principal también recibe un premio "especial" por su victoria. En el pasado, los ganadores del desafío han sido recompensados con premios que incluyen ropa personalizada de diseñador, vacaciones, cruceros y artículos cosméticos de calidad.
El objetivo de cada desafío principal implica un nuevo tema y resultado. Los desafíos se centran en la capacidad de los participantes que regresan para presentarse una vez más ante la cámara, actuar con música o actuar con humor. Las dos mejores del desafío principal realizan una batalla de lypsinc y la ganadora tiene la capacidad de eliminar a una de las peores del episodio. 

### Jueces
| Juez             | Temporada |
| Juez             | 1         |
| ---------------- | --------- |
| Supremme de Luxe | Principal |
| Ana Locking      | Principal |
| Javier Ambrossi  | Principal |
| Javier Calvo     | Principal |

## Temporadas
La primera temporada Drag Race España: All Stars se anunció el 20 de septiembre de 2022 y originalmente se mencionó que se estrenaría inmediatamente después de la temporada 3 de Drag Race España. En la final de la misma temporada 3, el 25 de junio de 2023, se vuelve a anunciar la realización de la versión All Stars, sin definir fecha exacta.
| Temporada | Temporada | Concursantes | Episodios          | Episodios          | Emisión original     | Emisión original    | Emisión original    | Ganadora(s)  | Subcampeona(s)       |
| Temporada | Temporada | Concursantes | Episodios          | Episodios          | Primera emisión      | Última emisión      | Cadena              | Ganadora(s)  | Subcampeona(s)       |
| --------- | --------- | ------------ | ------------------ | ------------------ | -------------------- | ------------------- | ------------------- | ------------ | -------------------- |
| 1         | 1         | 9            | 6 + el reencuentro | 6 + el reencuentro | 4 de febrero de 2024 | 17 de marzo de 2024 | Atresplayer Premium | Drag Sethlas | Samantha Ballentines |

## Concursantes
Las concurantes que han participado en Drag Race España: All Stars son: 

### Drag Race España: All StarsTemporada 1
Artículo principal:  Anexo:Primera temporada de Drag Race España: All Stars
| Concursante          | Edad | Ciudad natal                         | Temporada original | Posición original | Posición |
| -------------------- | ---- | ------------------------------------ | ------------------ | ----------------- | -------- |
| Drag Sethlas         | 32   | Las Palmas de Gran Canaria, Canarias | Temporada 2        | 6ª                | 1ª       |
| Samantha Ballentines | 36   | Cádiz, Cádiz                         | Temporada 2        | 10ª               | 2ª       |
| Juriji der Klee      | 33   | Bruselas, Bélgica                    | Temporada 2        | 5ª                | 3ª/4ª    |
| Hornella Góngora     | 35   | Alicante, Alicante                   | Temporada 3        | 3ª/4ª             | 3ª/4ª    |
| Pupi Poisson         | 40   | Madrid, Madrid                       | Temporada 1        | 4ª                | 5ª       |
| Sagittaria           | 24   | Barcelona, Cataluña                  | Temporada 1        | 2ª/3ª             | 6ª       |
| Pakita               | 28   | Sevilla, Sevilla                     | Temporada 3        | 7ª/8ª             | 7ª       |
| Onyx Unleashed       | 34   | Madrid, Madrid                       | Temporada 2        | 8ª                | 8ª       |
| Pink Chadora         | 38   | Algeciras, Cádiz                     | Temporada 3        | 7ª/8ª             | 9ª       |

## Progreso
| Concursante          | 1    | 2    | 3    | 4    | 5        | 6         | 7         | Puntos | PPE |
| -------------------- | ---- | ---- | ---- | ---- | -------- | --------- | --------- | ------ | --- |
| Drag Sethlas         | WIN  | WIN  | WIN  | HIGH | WIN      | Invitada  | Ganadora  | 48     | 9.6 |
| Samantha Ballentines | HIGH | HIGH | SAFE | WIN  | WIN      | Miss S.   | Finalista | 41     | 8.2 |
| Juriji der Klee      | SAFE | SAFE | WIN  | WIN  | BTM      | Invitada  | Eliminada | 31     | 6.2 |
| Hornella Góngora     | WIN  | LOW  | SAFE | BTM  | BTM      | Invitada  | Eliminada | 20     | 4.0 |
| Pupi Poisson         | LOW  | WIN  | BTM  | LOW  | ELIM     | Invitada  | Invitada  | 17     | 3.4 |
| Sagittaria           | SAFE | BTM  | HIGH | ELIM | Invitada | Invitada  | Invitada  | 14     | 3.5 |
| Pakita               | SAFE | SAFE | ELIM |      | Invitada | Invitada  | Invitada  | 11     | 3.6 |
| Onyx Unleashed       | BTM  | ELIM |      |      | Invitada | Miss L.P. | Invitada  | 1      | 0.5 |
| Pink Chadora         | ELIM |      |      |      | Invitada | Invitada  | Invitada  | 0      | 0.0 |

     La concursante es la ganadora de la temporada .
     La concursante es  finalista.
     La concursante es  finalista, pero es eliminada antes del lipsync final.
     La concursante gana el reto semanal y gana el lipsync  por su legado.
     La concursante gana el reto semanal , pero pierde el lipsync  por su legado.
     La concursante recibe críticas positivas  y es salvada de la eliminación.
     La concursante no estuvo entre las mejores o peores del episodio y fue salvada. 
     La concursante recibe críticas negativas, críticas negativas, pero no es propuesta para eliminación.
     La concursante recibe críticas positivas  y fue nominada para la eliminación por defecto.
     La concursante es nominada  para la eliminación.
     La concursante obtuvo el título de "Miss. Simpatía" .
     La concursante obtuvo el título de "Miss. Look Perdido" .
     La concursante es  eliminada .